# El Realet
El Realet fue un alcázar mandado a construir por Teresa Gil de Vidaure, tercera esposa de Jaime I, como residencia para los dos hijos que tuvo con el rey, Jaime I de Jérica y Pedro I de Ayerbe, cuando estaban en Valencia.
Estaba situado en la otra orilla del río, fuera  de la ciudad, frente al puente y convento de San Jose y junto al Real Monasterio para Señoras Nobles que quisieran ser Religiosas Cistercienses.
El Realet fue destruido a la vez que el Palacio del Real, en el año 1809 y por los mismos motivos, oficialmente para  que las tropas de Napoleón no lo utilizaran de atalaya, desde donde poder bombardear la ciudad.